# Фон (Ардеш)
Фон (фр. и окс. Fons) — коммуна во Франции, находится в регионе Рона — Альпы. Департамент коммуны — Ардеш. Входит в состав кантона Обена. Округ коммуны — Ларжантьер.
Код INSEE коммуны — 07091.

## Население
Население коммуны на 2008 год составляло 305 человек.
| 1962 | 1968 | 1975 | 1982 | 1990 | 1999 | 2008 |
| ---- | ---- | ---- | ---- | ---- | ---- | ---- |
| 93   | 128  | 116  | 133  | 212  | 264  | 305  |

## Экономика

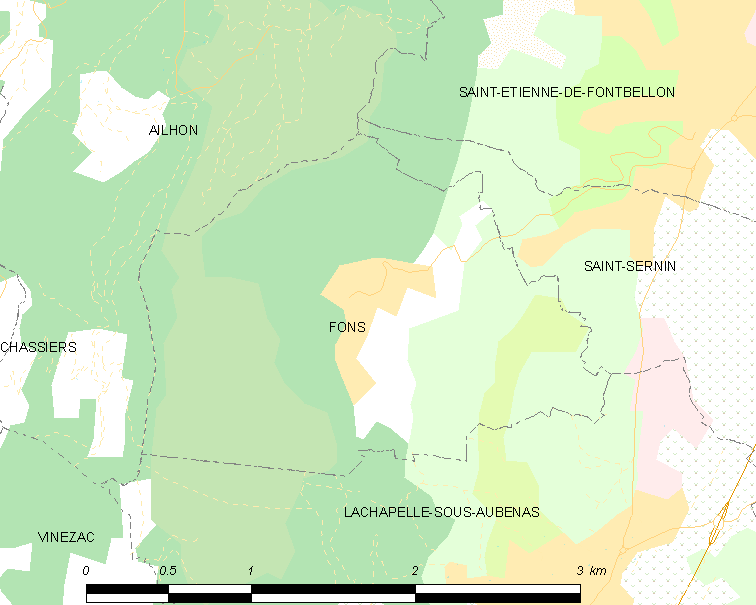
Карта коммуны

В 2007 году среди 192 человек в трудоспособном возрасте (15—64 лет) 146 были экономически активными, 46 — неактивными (показатель активности — 76,0 %, в 1999 году было 73,7 %). Из 146 активных работали 129 человек (69 мужчин и 60 женщин), безработных было 17 (7 мужчин и 10 женщин). Среди 46 неактивных 18 человек были учениками или студентами, 14 — пенсионерами, 14 были неактивными по другим причинам.